# Skräddartjärnen, Lappland
Skräddartjärnen är en sjö i Lycksele kommun i Lappland och ingår i Umeälvens huvudavrinningsområde.